# Armure de parade d'Henri II de France
L'armure de parade d'Henri II de France, conservée au Metropolitan Museum of Art de New York, daterait d'environ 1553–1555 et sa décoration est attribuée à l'orfèvre et graveur français Étienne Delaune. Conçue pour être utilisée dans l'apparat, l'armure était faite d'or, d'argent et d'acier et avec des garnitures en cuir et en velours rouge. Elle a été créée pour Henri II comme tenue de cérémonie ; les chiffres en relief sur la cuirasse et le dos sont destinés à refléter ses exploits militaires.
Vingt dessins du milieu du XVIe siècle qui nous sont parvenus, que l'on pense être de Delaune, ont été utilisés pour esquisser le dessin original,. Les ajouts et modifications ultérieurs sont attribués à Baptiste Pellerin et Jean Cousin l'Ancien. Le Metropolitan a acquis l'armure en 1939 via le Harris Brisbane Dick Fund.

## Description
Les ornements consistent en de denses passages de rinceaux  aux motifs arabesques. Les images contiennent à la fois des figures humaines et des créatures fantastiques. Ces dernières semblent influencées par le grotesque italien, notamment par le travail des sculpteurs Le Primatice et Benvenuto Cellini, qui ont tous deux réalisé des œuvres pour Henri II.
Les figures humaines incluent un guerrier romain représentant le Triomphe et la Renommée. Il reçoit l'hommage de deux femmes agenouillées. Le thème de la mythologie romaine apparaît également ailleurs : Apollon poursuit la nymphe Daphné à travers la cuirasse et apparaît sur le dos avec le monstre tué Python. Ce symbolisme triomphant est destiné à refléter les réalisations militaires d'Henri. L'insigne d'Henri, un croissant de lune, apparaît à plusieurs endroits.

Détails du heaume.
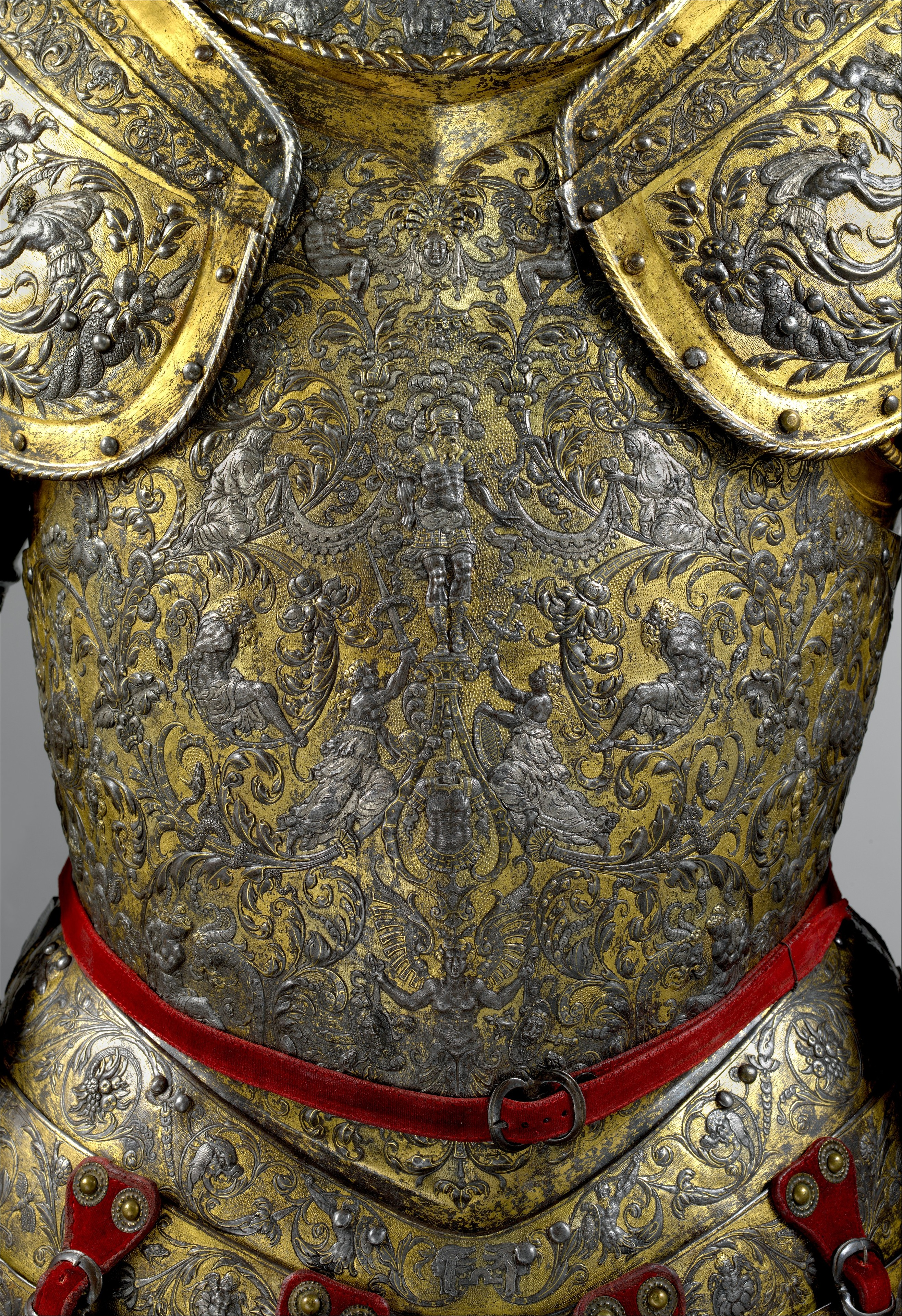
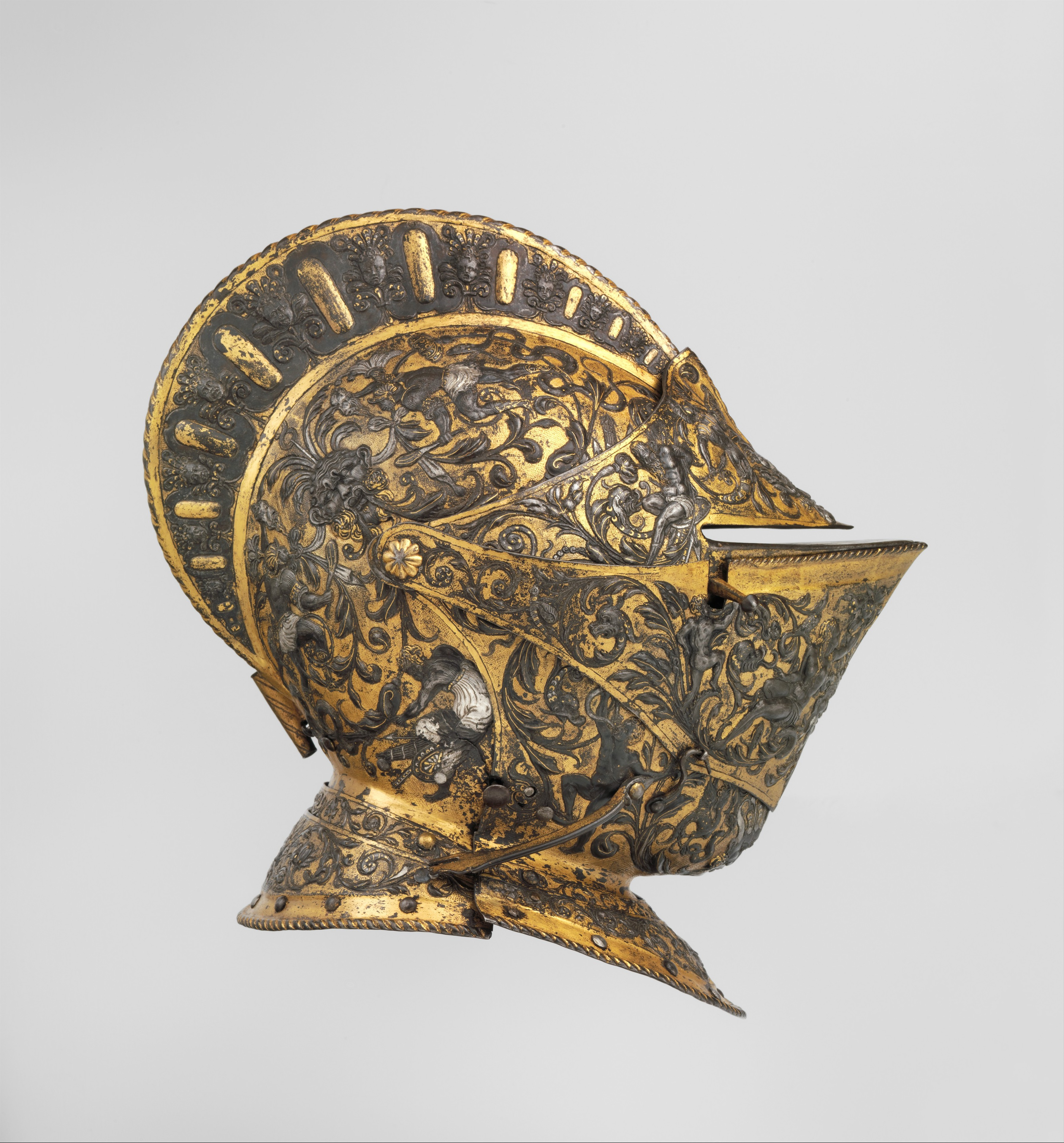
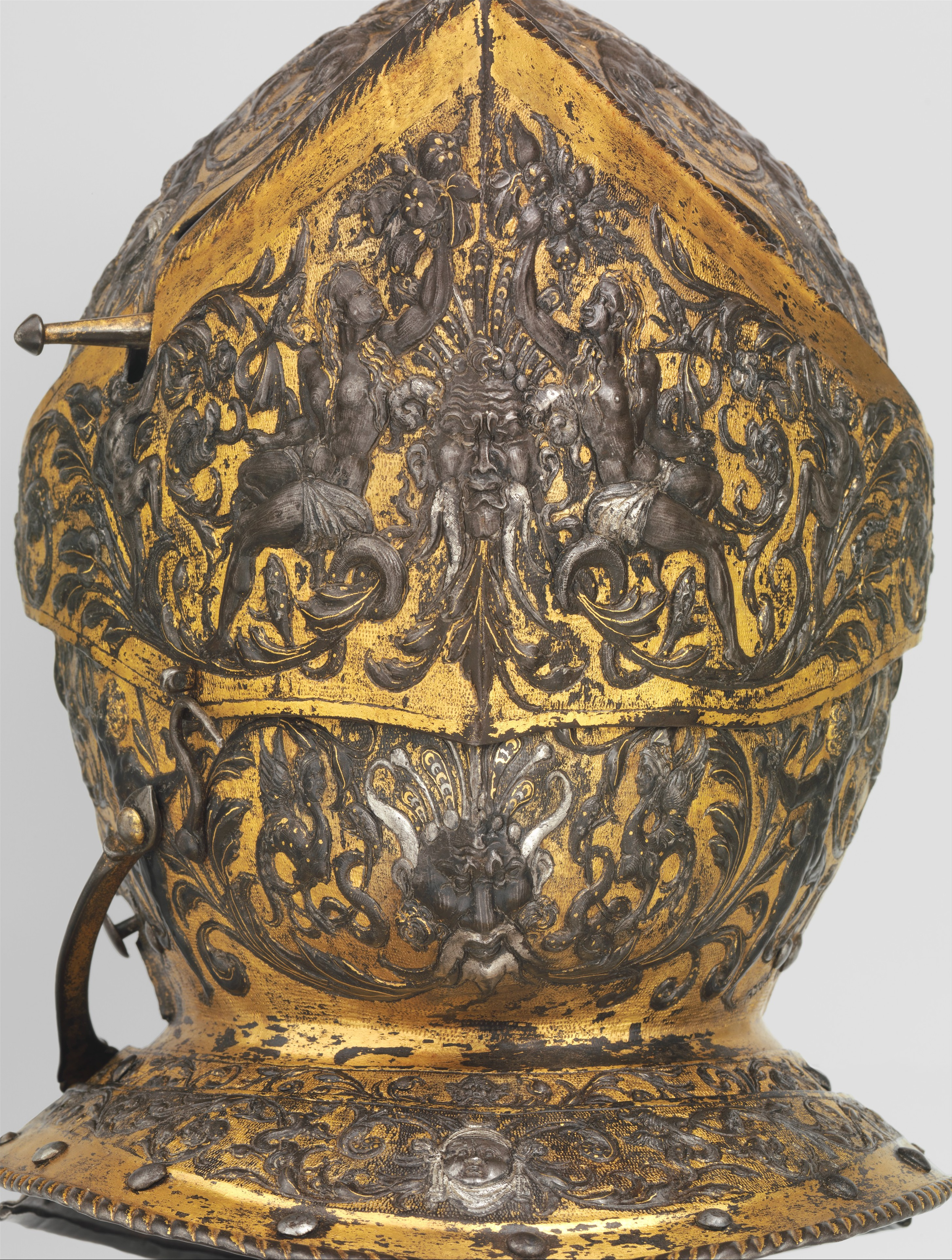
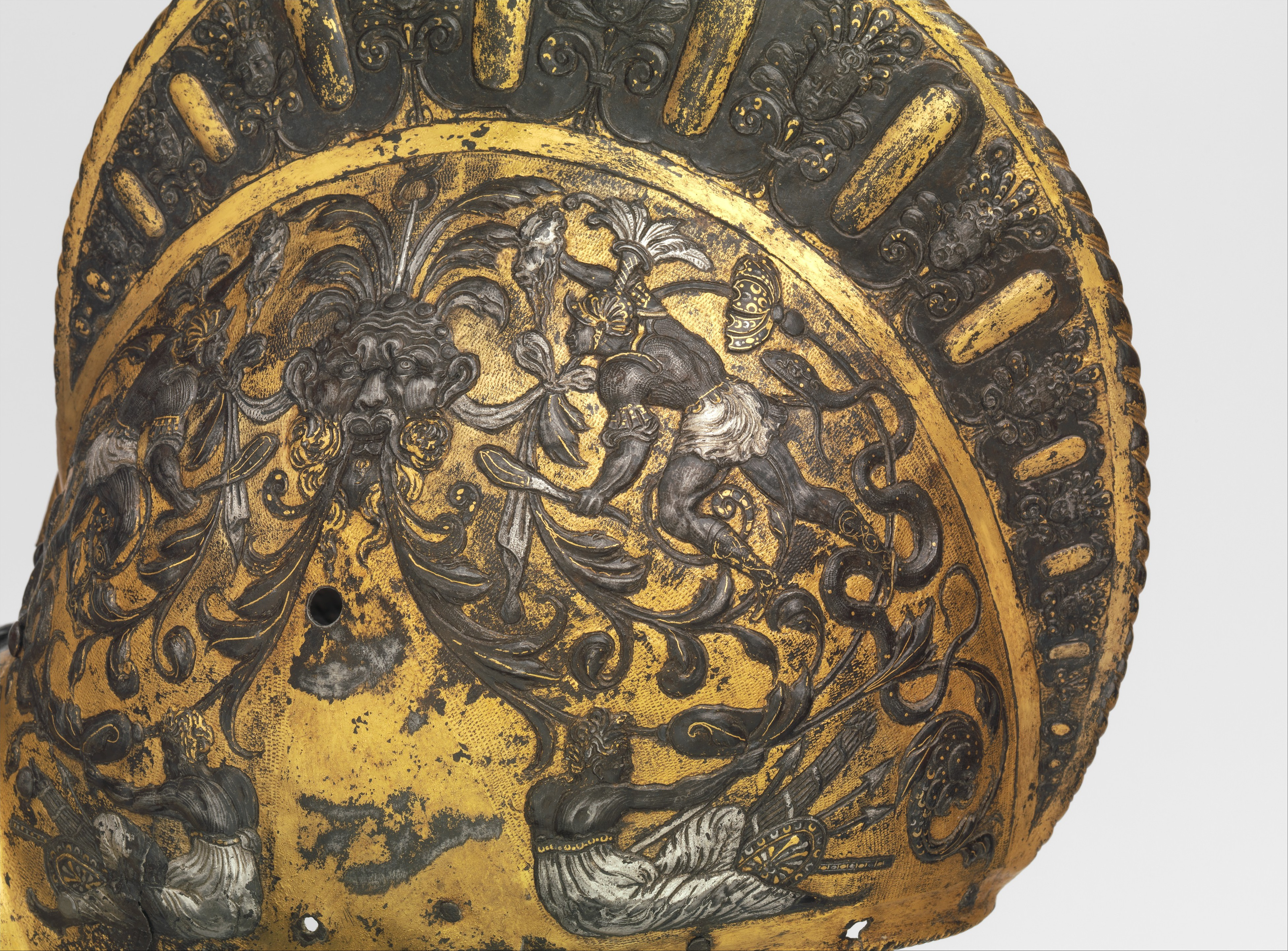

## Fonction

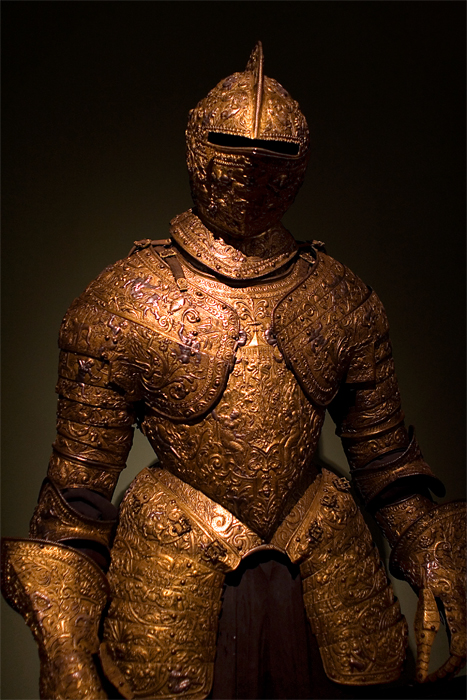
Une armure différente d'Henri II, Musée d'Ethnologie de Vienne.

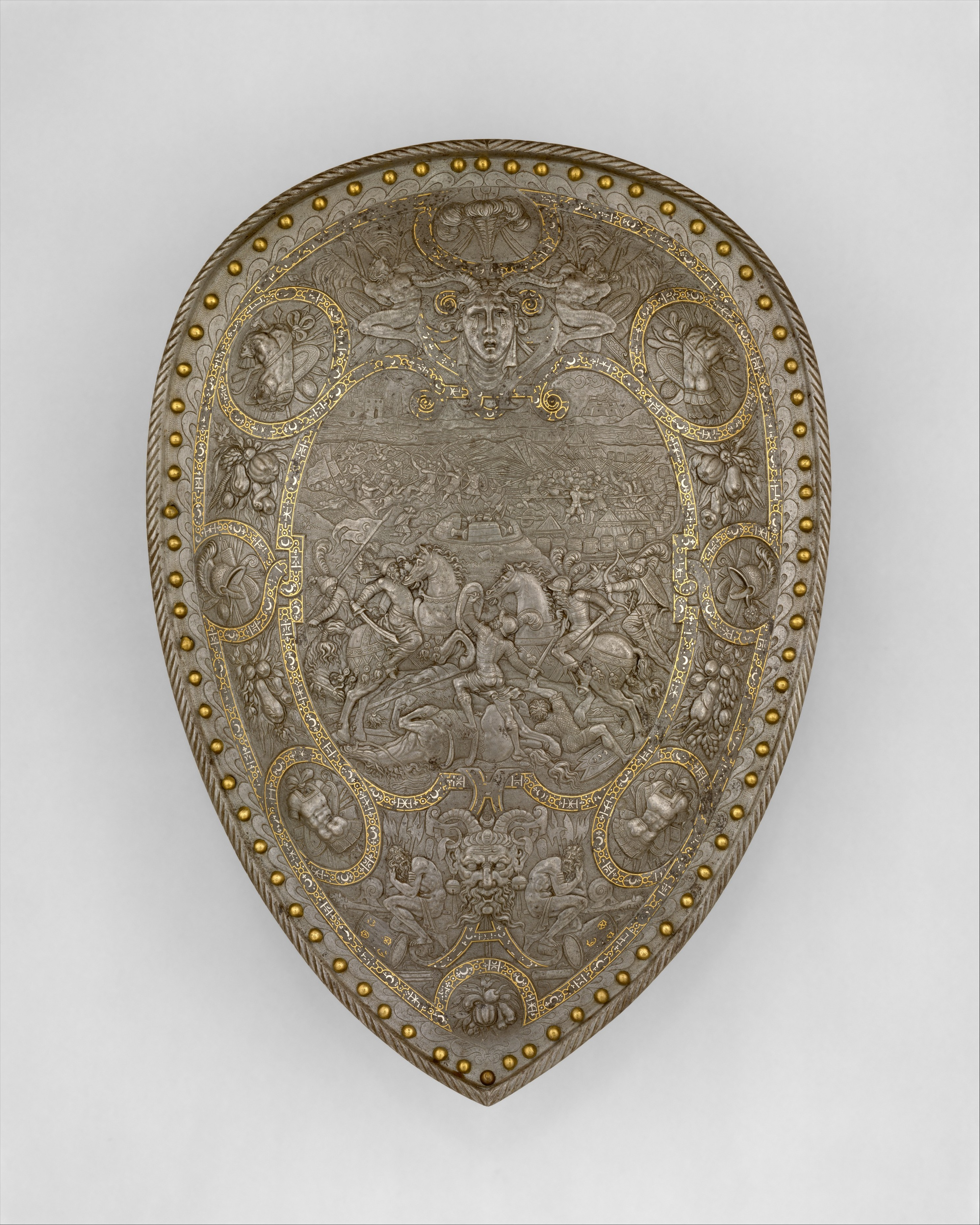
Un bouclier d'Henri II, Metropolitan Museum of Art.

L'armure de parade est devenue une forme d'art de la Renaissance élaborée et ornée destinée à la fois à glorifier la guerre et à flatter les prouesses militaires du sujet royal. Les exemples survivants incluent des boucliers décorés, des casques et des armures complètes. Delaune a été un contributeur important à la forme, et Henri II a commandé un certain nombre d'œuvres similaires, y compris un panneau pour son cheval et des boucliers maintenant au Louvre, tous deux de Delaune. De plus, les œuvres survivantes d'Henri comprennent une armure complète au Musée d'ethnologie de Vienne.
Henri avait besoin d'une armure pour les batailles, les tournois et les occasions d'État, et entretenait une cour d'armuriers composée principalement d'artisans français, flamands et italiens, dont Delaune était probablement le plus qualifié et était appelé pour les commandes les plus prestigieuses,. Aujourd'hui, il existe au moins six exemples d'armures conçues pour Henri par Delaune, dont un certain nombre sont des boucliers, notamment à la Wallace Collection de Londres, à Vienne et à Turin.
La fabrication du costume aurait été hautement spécialisée et complexe, impliquant probablement un certain nombre de maîtres orfèvres, et impliquait des niveaux élevés de dorure, de damasquinage des couches d'or et d'argent et d'estampage du cuir. Elle a probablement été créée à l'atelier des Armuriers Royaux du Louvre et n'aurait pas été destinée à être portée lors de batailles ou de joutes - l'armure est purement décorative et ne convient que pour les processions et les occasions d'État ; sa forme et sa conception gêneraient les mouvements et sont peu pratiques pour la défense,.

Détails.
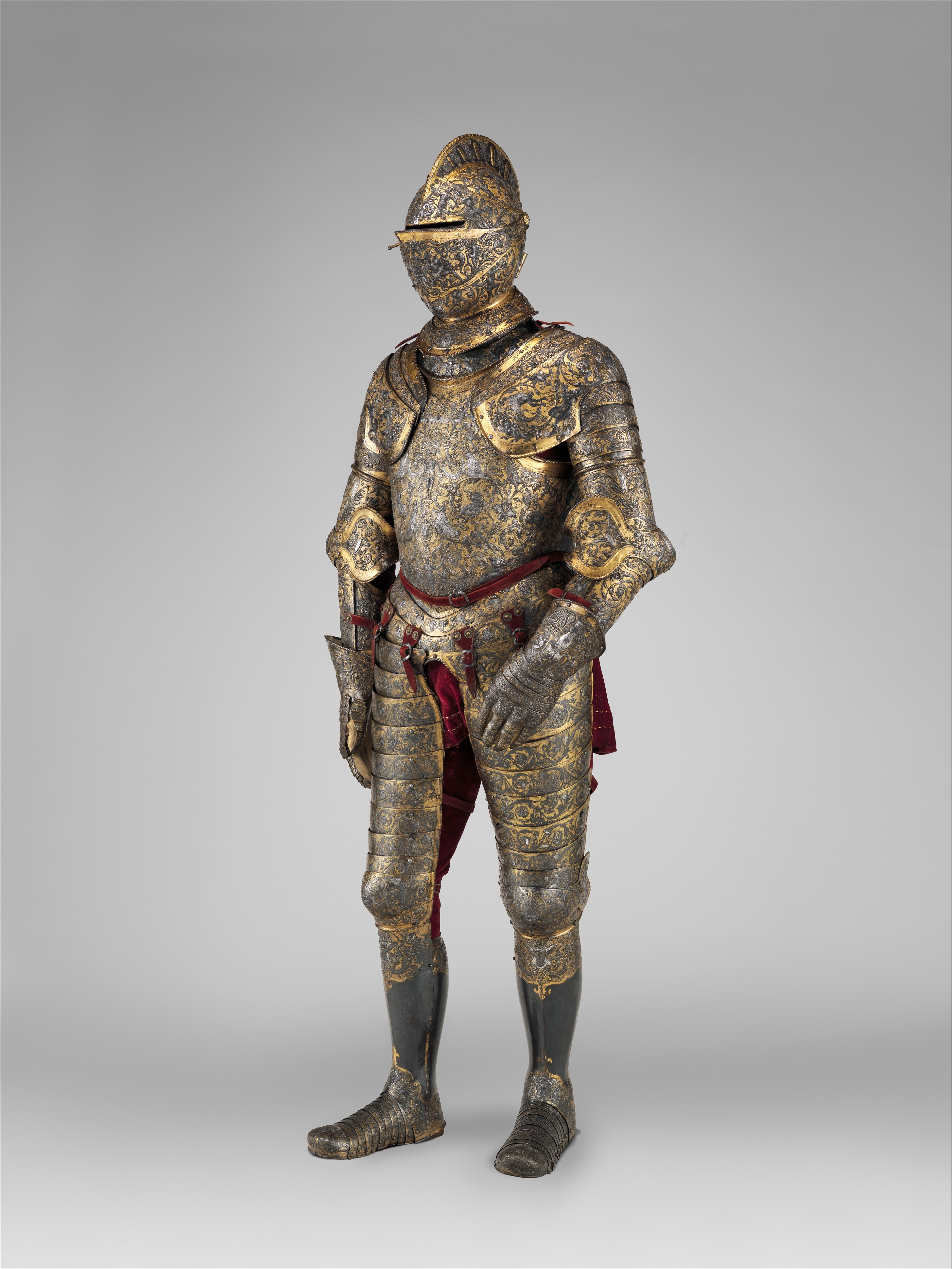
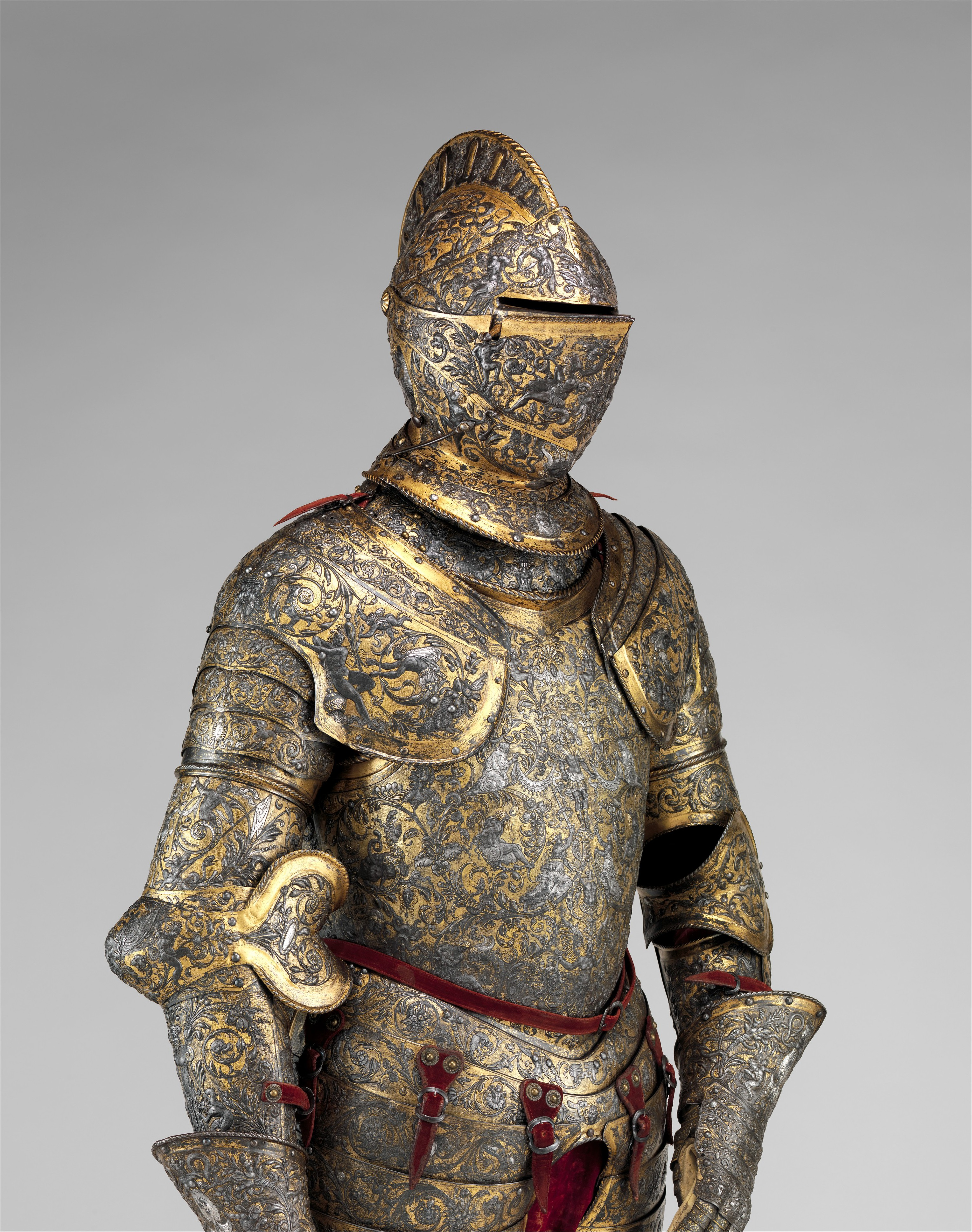
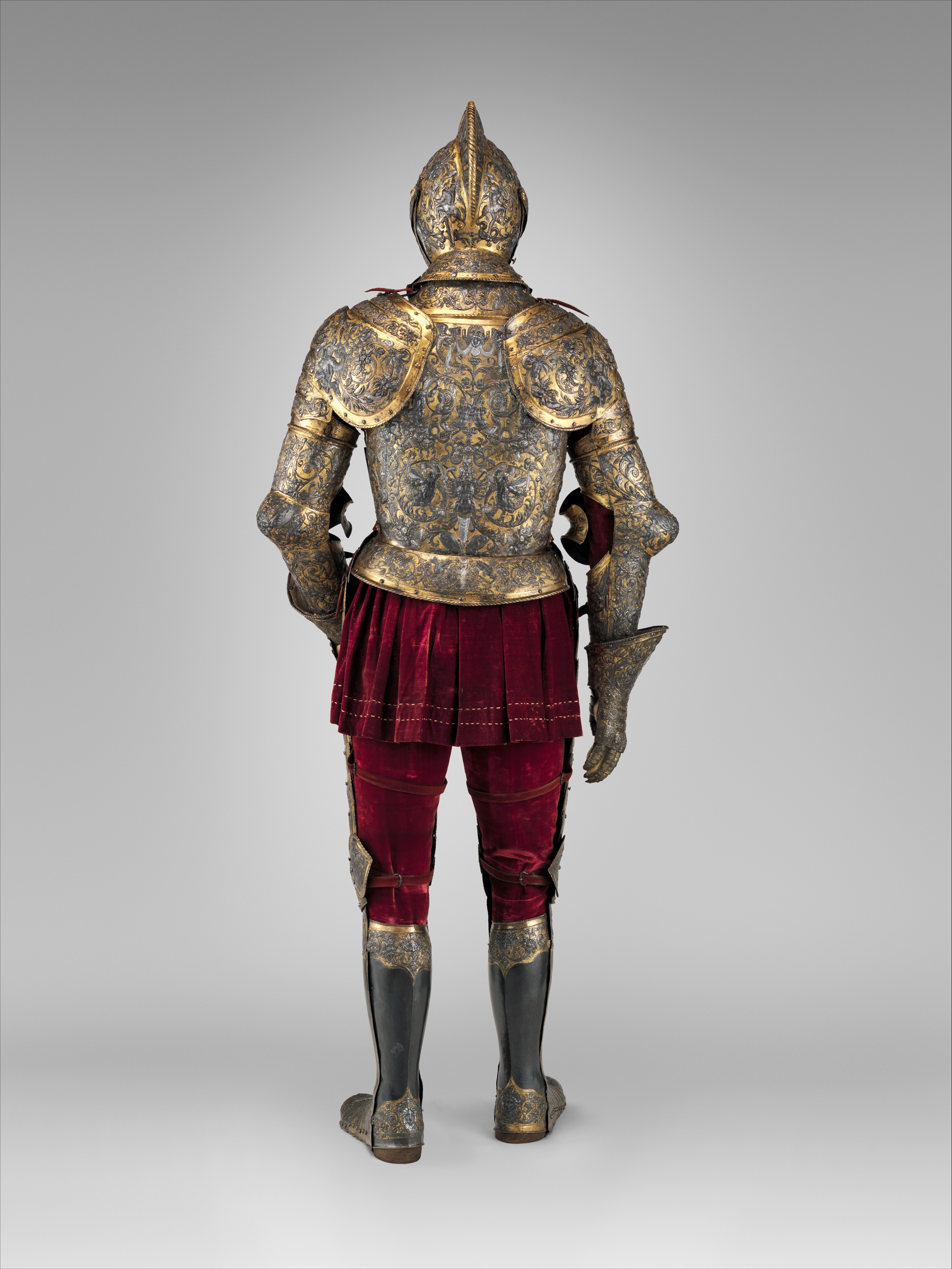
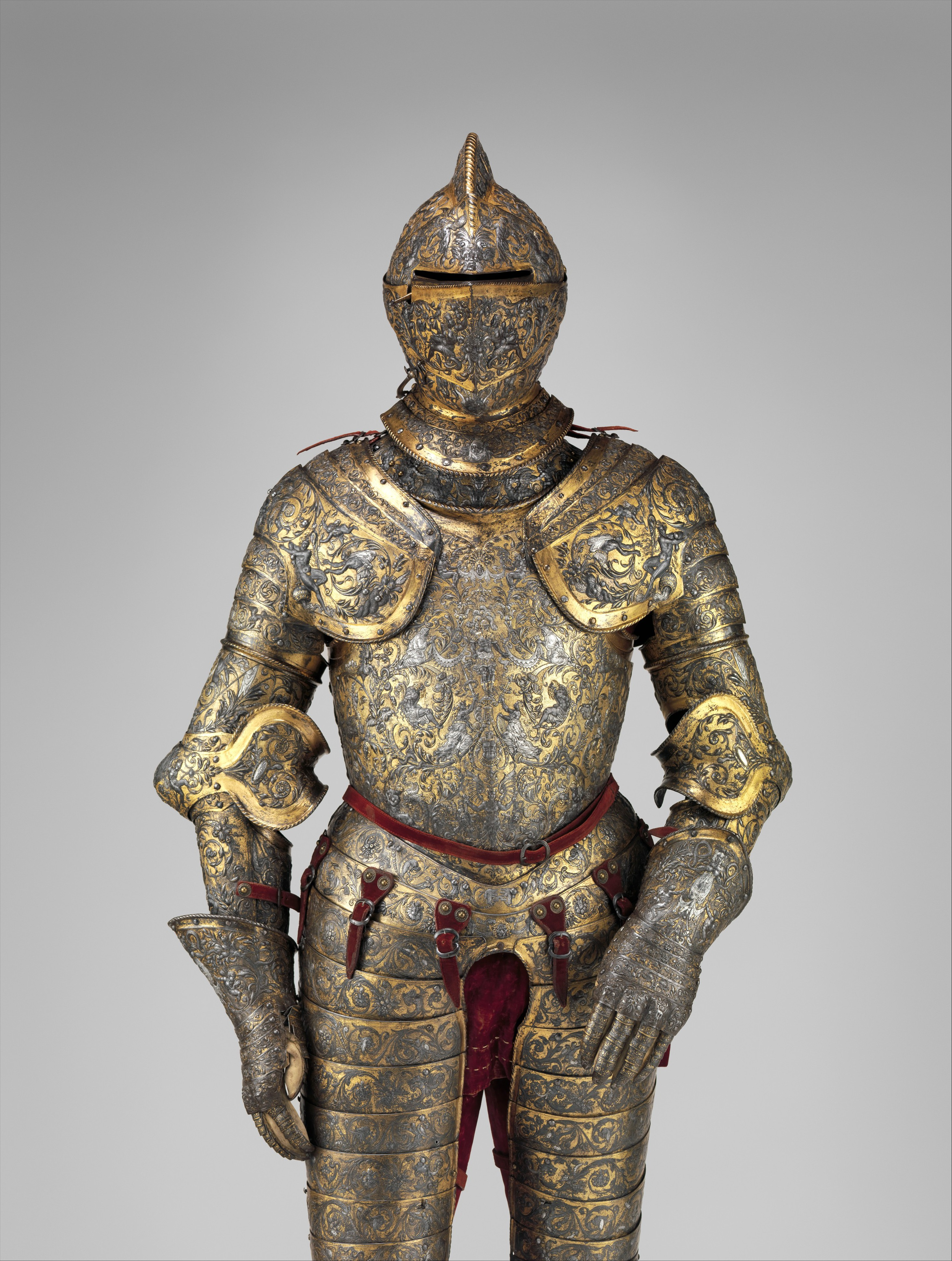

## Remarques
1. 1 2  Burn, 134
2. 1 2  Montebello, 65.
3. 1 2 3 4  "Armor of Henry II, King of France (reigned 1547–59)". Metropolitan Museum of Art. Retrieved 19 September 2015.
4. 1 2 3  Snyder (1987), 140.
5. ↑  Potter, 303.
6. 1 2  Potter, 304.
7. ↑  Belozerskaya, 173-5
8. ↑  "Shield of Henry II of France, ca. 1555". Metropolitan Museum of Art. Retrieved 19 September 2015.